# チアゴ・エミリアーノ・ダ・シウバ
チアゴ・シウバ（Thiago Silva）こと、チアゴ・エミリアーノ・ダ・シウバ（Thiago Emiliano da Silva、1984年9月22日 - ）は、ブラジル・リオデジャネイロ出身のサッカー選手。セリエA・フルミネンセFC所属。ブラジル代表。ポジションはディフェンダー。

## クラブ経歴

### 若手時代
フルミネンセのユースチームで育ったが、初めてプロ契約を結んだのはリオデジャネイロの小クラブRSフチボウであった。しかし、同じ州内にあるジュベントゥージが彼に目を付け、2004年シーズンに素晴らしいプロデビューイヤーを送った。ジュベントゥージでは主に右ウイングを務め、時には中盤やサイドバックもこなすマルチロールプレーヤーだったが、後にセンターバックにコンバートされた。ここでのプレーは欧州にも名を轟かせるものであり、2004年から2005年にはポルトやディナモ・モスクワに在籍したが、いずれの期間も怪我や体調不良によりリーグ戦に出場することはなかった。特にディナモ・モスクワ時代に結核を患った際は、片肺を摘出する恐れがあり、引退も考えたという。

### フルミネンセ
2006年、ユース時代を過ごしたフルミネンセに復帰した。2007年シーズンのブラジル全国選手権は前年の15位から4位に躍進し、コパ・ド・ブラジルでは初優勝を果たした。2008年に出場したコパ・リベルタドーレスでは決勝まで勝ち進んだが、LDUキトにPK戦で敗れ、クラブ初の南米制覇はならなかった。この敗北を「キャリアで最も悔しかった瞬間」に挙げている。

### ACミラン

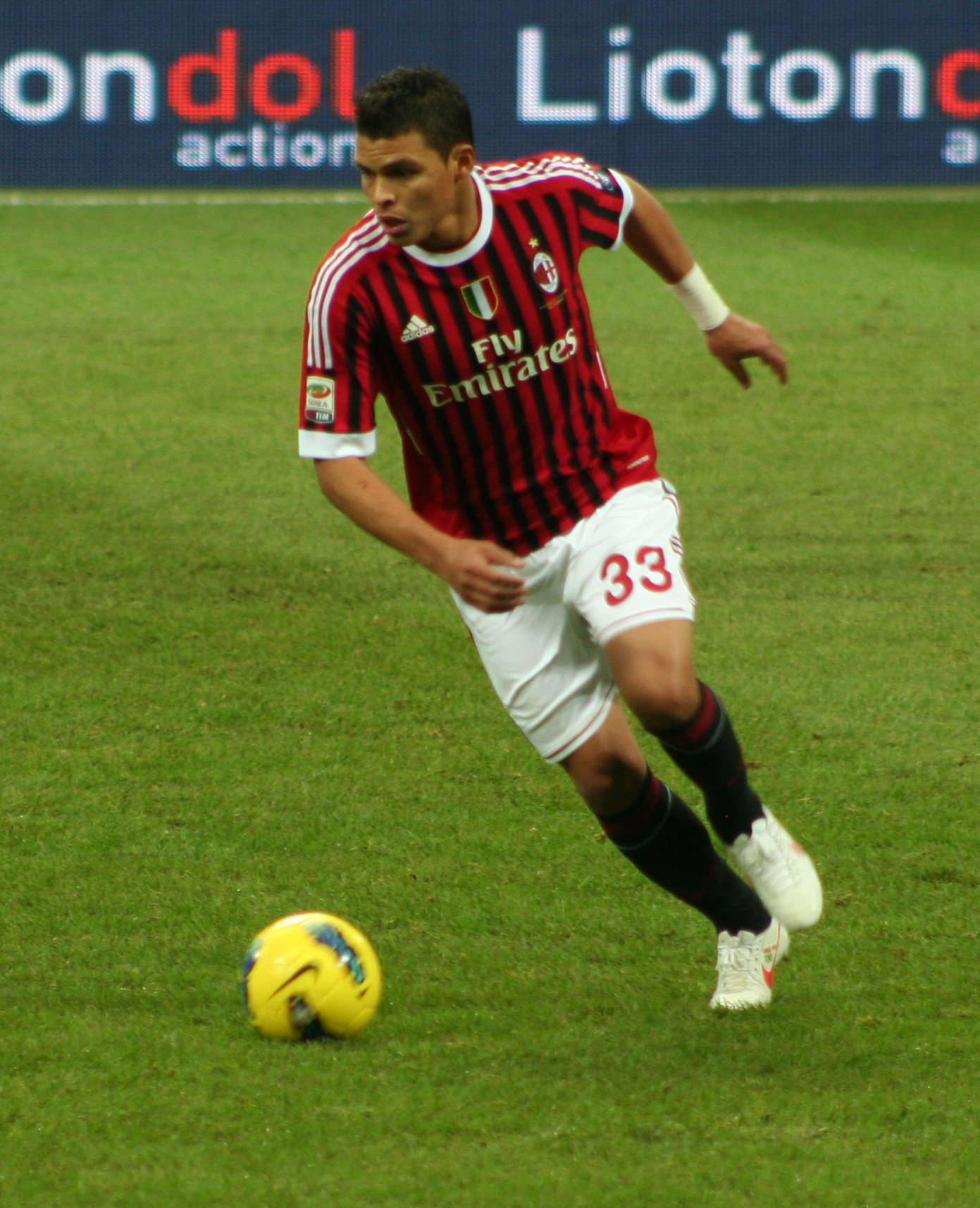
ミラン時代のチアゴ・シウヴァ

2009年1月14日、移籍金1000万ユーロでセリエAのACミランに移籍した。ミランのEU圏外枠に空きがなかったために公式戦出場は出来なかったが、アレシャンドレ・パトの例と同じようにトップチームに帯同して練習を続けた。1月21日のハノーファー96との親善試合でフル出場してチームデビューした。2009年夏に晴れて試合に出場する権利を得て、8月22日のシエーナとの開幕戦にアレッサンドロ・ネスタとのコンビで先発出場してリーグデビューした。UEFAチャンピオンズリーグデビューは9月15日のオリンピック・マルセイユ戦で、やはりネスタと組んで先発出場。11月8日のラツィオ戦では移籍後初得点を挙げた。移籍1年目は33試合に出場し2得点を記録。安定感のあるディフェンスでレギュラーを勝ちとると、瞬く間にセリエA有数のセンターバックとなりネスタと同様にミランのディフェンスラインの要となった。シーズン終了後にはレアル・マドリードやライバルのインテルなどから獲得のオファーがあったが、ミランに残留した。
2010-11シーズンは、ミランの中盤選手に怪我人が続出してしまったため、アンカー（守備的ミッドフィルダー）を務めることもあった。このシーズンも、33試合2897分の出場で警告1度（イエローカード1枚）のみと質の高いプレーでリーグ最少失点を誇ったミラン守備陣を支え、セリエA優勝に貢献。セリエA最優秀DFに贈られる、アルマンド・ピッキ賞の第1回受賞者となった。

### パリ・サンジェルマン

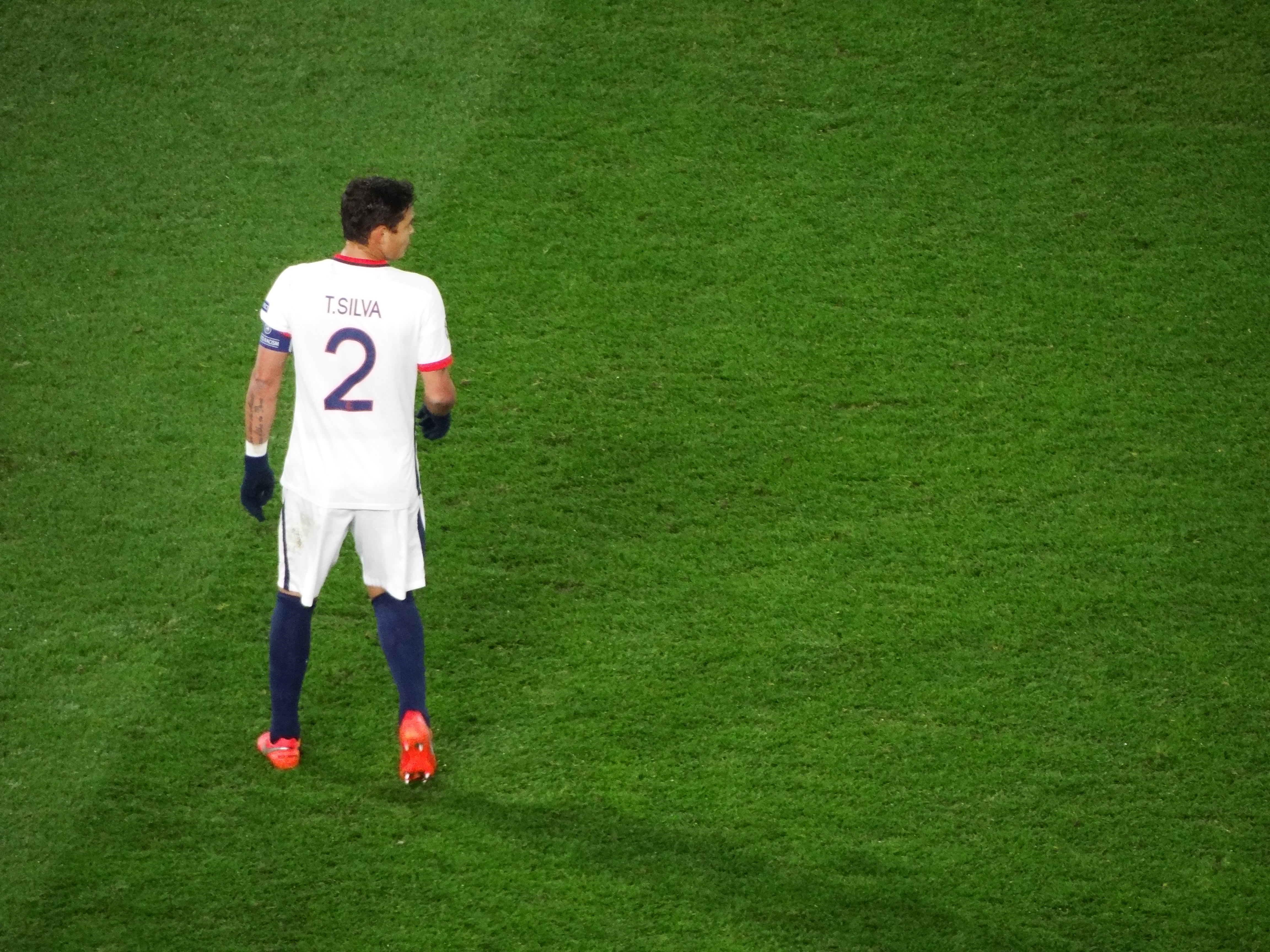
PSG時代のチアゴ・シウヴァ

2012年7月14日にパリ・サンジェルマンFCへの移籍について合意し、加入後にはキャプテンに就任した。移籍金は4200万ユーロといわれ、DFとしてはマンチェスター・ユナイテッドFCに移籍した際のリオ・ファーディナンドに次ぐ当時史上2番目に高額な移籍金となった。パリ・サンジェルマン会長のナーセル・アル＝ヘライフィーは、シウバ到着後に「世界最高のDF」と称賛した。
2012年9月18日のUEFAチャンピオンズリーグ・グループリーグ初戦のFCディナモ・キーウ戦でデビューすると、初得点も記録した。移籍初年度からリーグ・アン4連覇を成し遂げ、特に2014-15シーズン及び2015-16シーズンにはリーグ・アンに加えてクープ・ドゥ・フランス、クープ・ドゥ・ラ・リーグ、トロフェ・デ・シャンピオンと国内4冠を2年連続で達成した。CBは同じブラジル人CB、マルキーニョスと組み、守備に安定感を与えた。2019-20シーズン終了まで、リーグ戦7回の優勝に貢献したが、チームは契約を延長せず、退団することとなった。パリでの最後の試合となった、チャンピオンズリーグ決勝のバイエルン・ミュンヘン戦でも好プレーを見せたが、0-1と敗れた。パリでは公式戦233試合出場、10得点を記録した。

### チェルシー

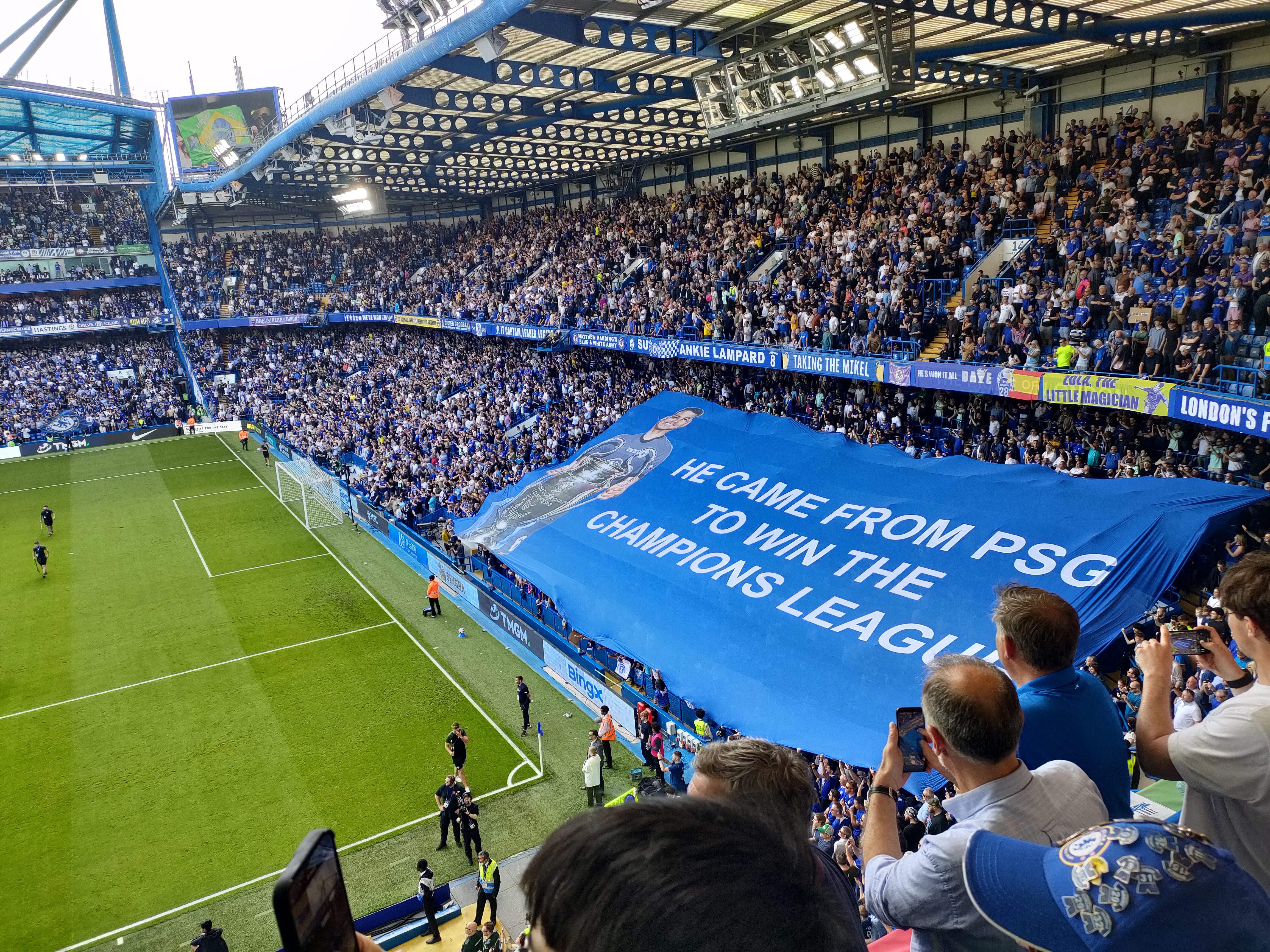
チェルシー最終戦でのフラッグ

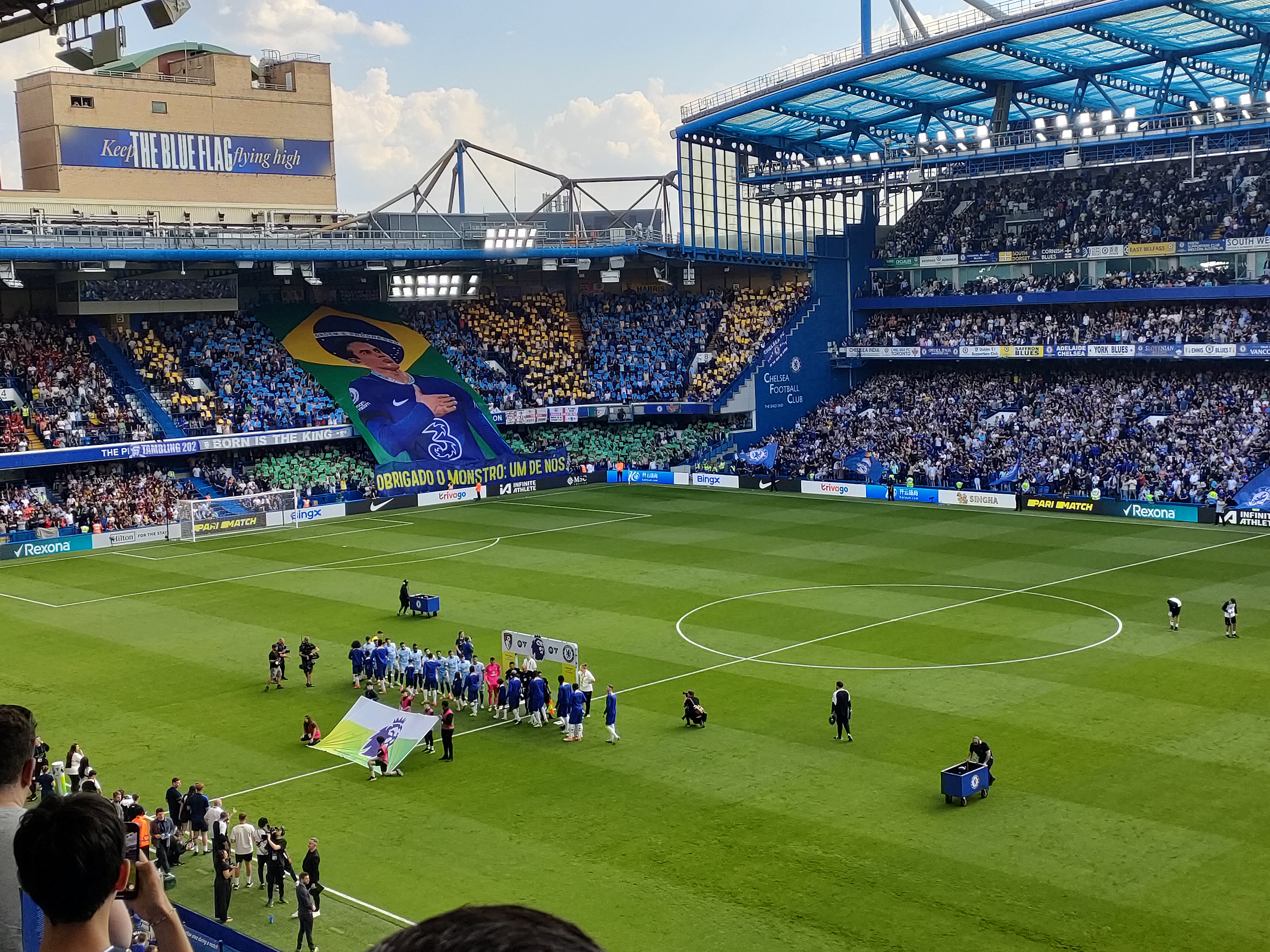
チェルシー最終戦でのコレオ

2020年8月28日、プレミアリーグのチェルシーFCと1年契約を結んだ。契約には、さらに12か月延長のオプションが付いている。背番号は6番。11月8日、リーグ8節のシェフィールド・ユナイテッド戦で移籍初ゴールを決めた。UEFAチャンピオンズリーグ決勝のマンチェスター・シティ戦では先発するも負傷のため、前半39分で途中交代を強いられたが、チームは前半41分のカイ・ハフェルツのゴールにより1-0で勝利しチームとして2度目、個人としては初となる悲願のチャンピオンズリーグ優勝を果たした。6月4日には1年間の契約延長に合意した。
2022年1月24日に行われたトッテナムとのロンドンダービーでメイソン・マウントのフリーキックを頭で合わし、2-0でのチームの勝利に貢献した。このゴールが37歳と123日でゴールを決めたことにより、チェルシーにおけるプレミアリーグでの最年長スコアラーとなった。
さらにシウバは2023年11月13日、プレミアリーグでのマンチェスター・シティとの試合において39歳51日でゴールを決め、1947年4月26日にウルブスとの試合で得点した当時38歳282日だったディック・スペンスを上回りチェルシー史上最年長得点者となった。この記録は2024年4月8日のシェフィールド・ユナイテッド戦で自ら更新している。39歳となった2023−24シーズンも主力として31試合に出場し4ゴール1アシストを記録し2年ぶりとなるチームのヨーロッパコンペディション(ECL)出場に貢献した。2024年4月29日、シーズン終了後にチェルシーを退団することが発表された。
チェルシーでは公式戦146試合に出場、8ゴールを記録した。

### フルミネンセ(第二期)
チェルシー退団決定後の2024年5月7日、およそ15年半ぶりとなるフルミネンセへの復帰が発表された。

## 代表経歴

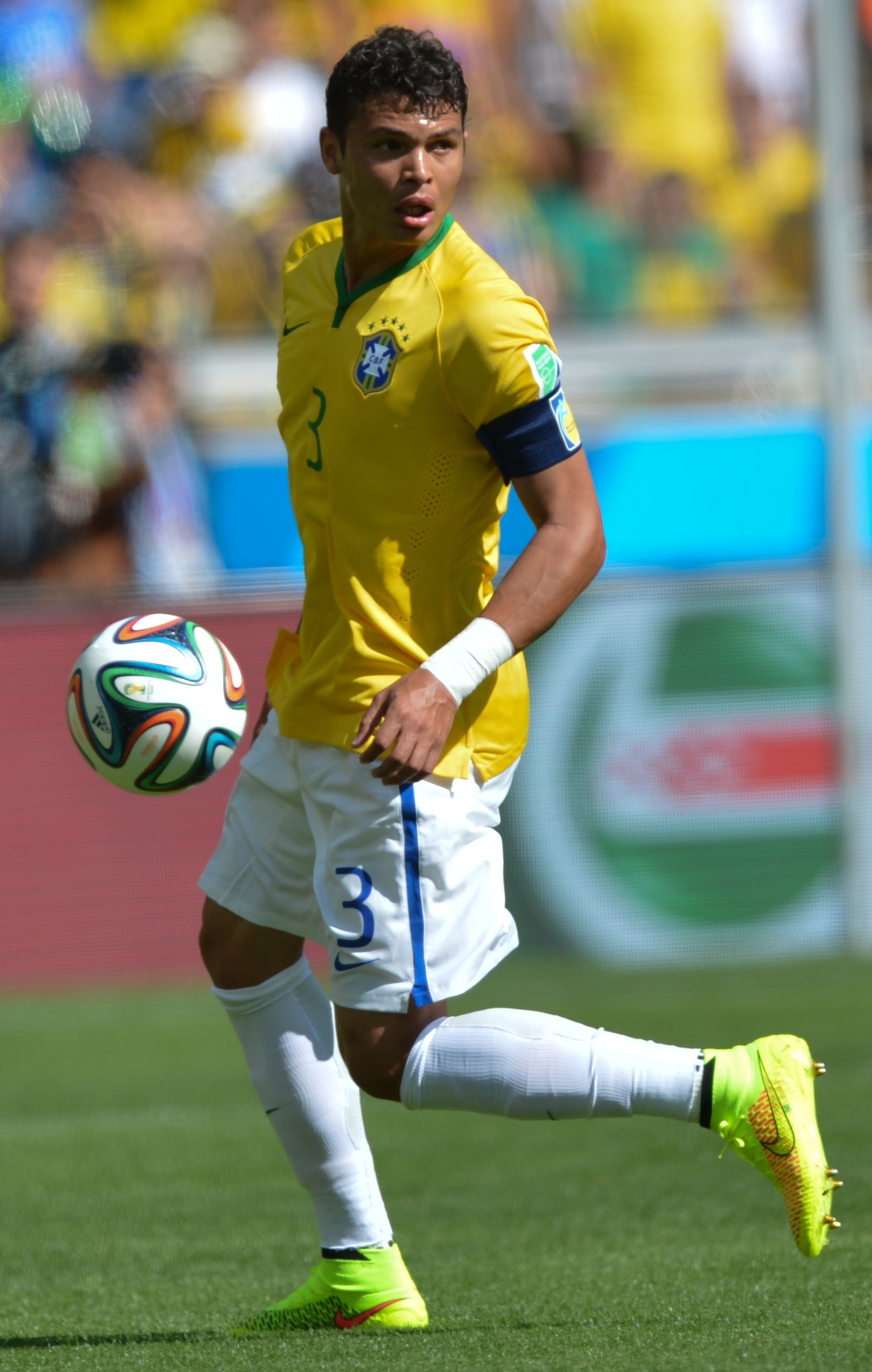
ブラジル代表でキャプテンとしてプレーするシウヴァ（2014 FIFAワールドカップ、チリ戦）

2008年、シンガポールとベトナムとの親善試合に向けたブラジル代表に初めて招集された。その後、北京オリンピックにオーバーエイジ枠で出場し、銅メダルを獲得。2008年10月12日の南アフリカW杯予選のベネスエラ戦で代表デビューを果たした。2010 FIFAワールドカップのメンバーにも選出されたが、出場機会はなかった。
コパ・アメリカ2011ではレギュラーとして全4試合にフル出場。準々決勝のパラグアイ戦では120分間を0点に抑えたものの、その後のPK戦で2人目のキッカーとしてシュートを打つも失敗。チームも敗れベスト8での敗退となった。
2011年11月14日のエジプト戦からキャプテンとしてプレーしている。2012年5月30日のアメリカ戦で代表初得点を挙げた。
2014 FIFAワールドカップにもキャプテンとして出場。準々決勝のコロンビア戦では先制ゴールを決めたが、累積警告により次戦出場停止となり、ネイマールの骨折による離脱とともに準決勝のドイツ戦で歴史的大敗を喫する要因を作ってしまった。
11月に行われるトルコとオーストリアとの親善試合でワールドカップ以来の代表復帰を果たしたが、キャプテンの座をネイマールに譲った。
2018 FIFAワールドカップに出場、グループリーグ第3戦のセルビア戦で2-0とするゴールを決めた。2021年10月7日、ワールドカップカタール大会南米予選、コロンビアとの対戦で代表通算100試合出場を果たした。
2022年11月7日、W杯カタール大会に向けたメンバーの1人に選ばれた。またワールドカップに向けてのキャプテンにも任命された。決勝トーナメント1回戦の韓国戦ではリシャルリソンの得点をアシストするなど勝利に貢献、38歳74日でのアシスト記録はこれまでの最年長となった。しかし準々決勝でクロアチアにPK戦で敗れて敗退した。

## プレースタイル
2000年代終盤から2010年代前半にかけて世界最高のDFの一人であるとされている。
カードをもらうことなく華麗なプレーをすることを心がけており、カルロス・ガマーラやフアンがお手本であるとインタビューで答えている。利き足は右足だが、センターバックとして左右どちらの位置でもプレーすることができる。戦術眼、ポジショニング、卓越したスピードを活かしたカバーリング、クリーンにボールを奪取することができる対人守備、危機を敏感に察知しての身体を張ったシュートブロック、空中戦の強さ、攻撃のスイッチを入れる縦パス、局面を打開するロングパスとセンターバックとして必要な要素を数多く取り揃えている。
在籍していたACミランのレジェンドパオロ・マルディーニは、チアゴ・シウバを自らの後継者だと言って憚らず、またミランで元同僚であったアレッサンドロ・ネスタも「彼は素晴らしい、世界最強のDFだ。まだ何年もミランは大丈夫だ」と最大級の賛辞を送っている。マッシミリアーノ・アッレグリは「間違いなく世界最強のCBで、しかも未だに成熟の途上である」としている。

## 人物
- 妻と共にミラノの街とACミランに愛着を感じており、前述の獲得オファーにも「インテルでプレーすることを考えたことはない」と語っている[3]。引退後は自らの背番号33番が永久欠番になることを望んでいる[32]。
- 2019年3月15日、フランスの市民権を取得したことを、SNSで報告した[33]。

## 個人成績

### クラブ
2023年12月21日現在
| クラブ              | シーズン       | リーグ戦                     | リーグ戦 | リーグ戦 | 州リーグ | 州リーグ | カップ戦 | カップ戦 | リーグ杯 | リーグ杯 | 国際大会 | 国際大会 | その他 | その他 | 通算 | 通算 |
| クラブ              | シーズン       | ディビジョン                 | 出場     | 得点     | 出場     | 得点     | 出場     | 得点     | 出場     | 得点     | 出場     | 得点     | 出場   | 得点   | 出場 | 得点 |
| ------------------- | -------------- | ---------------------------- | -------- | -------- | -------- | -------- | -------- | -------- | -------- | -------- | -------- | -------- | ------ | ------ | ---- | ---- |
| RSフチボウ          | 2002           | ガウショ・セリエB            | —        | —        | 8        | 2        | —        | —        | —        | —        | —        | —        | —      | —      | 8    | 2    |
| RSフチボウ          | 2003           | ガウショ・セリエA2           | —        | —        | 17       | 0        | —        | —        | —        | —        | —        | —        | —      | —      | 17   | 0    |
| RSフチボウ          | 通算           | 通算                         | 0        | 0        | 25       | 2        | 0        | 0        | 0        | 0        | 0        | 0        | 0      | 0      | 25   | 2    |
| ジュベントゥージ    | 2004           | ブラジレイロ・セリエA        | 28       | 3        | 7        | 0        | 1        | 0        | —        | —        | —        | —        | —      | —      | 36   | 3    |
| ポルトB             | 2004–05        | セグンダ・ディビジョンB      | 14       | 0        | —        | —        | —        | —        | —        | —        | —        | —        | —      | —      | 14   | 0    |
| ディナモ・モスクワ  | 2005           | ロシア・プレミアリーグ       | 0        | 0        | —        | —        | 0        | 0        | —        | —        | 0        | 0        | —      | —      | 0    | 0    |
| フルミネンセ (loan) | 2006           | ブラジレイロ・セリエA        | 31       | 0        | 4        | 0        | 7        | 0        | —        | —        | 4        | 0        | —      | —      | 46   | 0    |
| フルミネンセ        | 2007           | ブラジレイロ・セリエA        | 30       | 5        | 9        | 0        | 12       | 3        | —        | —        | —        | —        | —      | —      | 51   | 8    |
| フルミネンセ        | 2008           | ブラジレイロ・セリエA        | 20       | 1        | 14       | 3        | —        | —        | —        | —        | 12       | 2        | —      | —      | 46   | 6    |
| フルミネンセ        | 通算           | 通算                         | 81       | 6        | 27       | 3        | 19       | 3        | 0        | 0        | 16       | 2        | 0      | 0      | 143  | 14   |
| ミラン              | 2009–10        | イタリア・セリエA            | 33       | 2        | —        | —        | 0        | 0        | —        | —        | 7        | 0        | —      | —      | 40   | 2    |
| ミラン              | 2010–11        | イタリア・セリエA            | 33       | 1        | —        | —        | 3        | 0        | —        | —        | 6        | 0        | —      | —      | 42   | 1    |
| ミラン              | 2011–12        | イタリア・セリエA            | 27       | 2        | —        | —        | 2        | 0        | —        | —        | 7        | 1        | 1      | 0      | 37   | 3    |
| ミラン              | 通算           | 通算                         | 93       | 5        | 0        | 0        | 5        | 0        | 0        | 0        | 20       | 1        | 1      | 0      | 119  | 6    |
| PSG                 | 2012–13        | リーグ・アン                 | 22       | 0        | —        | —        | 1        | 0        | 2        | 1        | 9        | 2        | —      | —      | 34   | 3    |
| PSG                 | 2013–14        | リーグ・アン                 | 28       | 3        | —        | —        | 2        | 0        | 4        | 0        | 7        | 0        | 1      | 0      | 42   | 3    |
| PSG                 | 2014–15        | リーグ・アン                 | 26       | 1        | —        | —        | 5        | 0        | 3        | 0        | 6        | 1        | 0      | 0      | 40   | 2    |
| PSG                 | 2015–16        | リーグ・アン                 | 30       | 1        | —        | —        | 4        | 0        | 2        | 0        | 9        | 0        | 1      | 0      | 46   | 1    |
| PSG                 | 2016–17        | リーグ・アン                 | 27       | 3        | —        | —        | 3        | 1        | 3        | 2        | 7        | 0        | 0      | 0      | 40   | 6    |
| PSG                 | 2017–18        | リーグ・アン                 | 25       | 1        | —        | —        | 5        | 0        | 2        | 0        | 6        | 0        | 1      | 0      | 39   | 1    |
| PSG                 | 2018–19        | リーグ・アン                 | 25       | 0        | —        | —        | 4        | 0        | 2        | 0        | 7        | 0        | 1      | 0      | 39   | 0    |
| PSG                 | 2019–20        | リーグ・アン                 | 21       | 0        | —        | —        | 3        | 1        | 1        | 0        | 9        | 0        | 1      | 0      | 35   | 1    |
| PSG                 | 通算           | 通算                         | 204      | 9        | 0        | 0        | 27       | 2        | 19       | 3        | 60       | 3        | 5      | 0      | 315  | 17   |
| チェルシー          | 2020–21        | イングランド・プレミアリーグ | 23       | 2        | —        | —        | 2        | 0        | 1        | 0        | 8        | 0        | —      | —      | 34   | 2    |
| チェルシー          | 2021–22        | イングランド・プレミアリーグ | 32       | 3        | —        | —        | 3        | 0        | 2        | 0        | 9        | 0        | 2      | 0      | 48   | 3    |
| チェルシー          | 2022–23        | イングランド・プレミアリーグ | 27       | 0        | —        | —        | 0        | 0        | 0        | 0        | 8        | 0        | —      | —      | 35   | 0    |
| チェルシー          | 2023–24        | イングランド・プレミアリーグ | 16       | 1        | —        | —        | 0        | 0        | 1        | 0        | —        | —        | —      | —      | 17   | 1    |
| チェルシー          | 通算           | 通算                         | 98       | 6        | —        | —        | 5        | 0        | 4        | 0        | 25       | 0        | 2      | 0      | 134  | 6    |
| キャリア総通算      | キャリア総通算 | キャリア総通算               | 518      | 29       | 59       | 5        | 57       | 5        | 23       | 3        | 121      | 6        | 8      | 0      | 786  | 48   |

1. ↑  コパ・スダメリカーナ
2. ↑  コパ・リベルタドーレス
3. 1 2 3 4 5 6 7 8 9 10 11 12 13 14  UEFAチャンピオンズリーグ

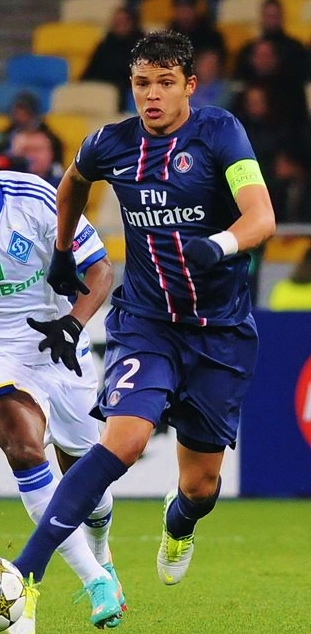
パリ・サンジェルマンでプレーするシウヴァ

4. ↑  スーペルコッパ・イタリアーナ
5. 1 2 3 4 5  トロフェ・デ・シャンピオン
6. ↑  FIFAクラブワールドカップ

## 代表歴

### 出場大会
- U-23ブラジル代表
  - 2008年 - 北京オリンピック・オーバーエイジ枠（銅メダル）
  - 2012年 - ロンドンオリンピック・オーバーエイジ枠（銀メダル）
- ブラジル代表
  - 2010年 - 2010 FIFAワールドカップ（ベスト8）
  - 2011年 - コパ・アメリカ2011（ベスト8）
  - 2013年 - FIFAコンフェデレーションズカップ2013（優勝）
  - 2014年 - 2014 FIFAワールドカップ（4位）
  - 2015年 - コパ・アメリカ2015（ベスト8）
  - 2018年 - 2018 FIFAワールドカップ（ベスト8）
  - 2019年 - コパ・アメリカ2019（優勝）
  - 2022年 - 2022 FIFAワールドカップ　(ベスト8)

### 試合数
- 国際Aマッチ 113試合 7得点（2008年-2022年）[39]

| ブラジル代表 | 国際Aマッチ | 国際Aマッチ |
| 年           | 出場        | 得点        |
| ------------ | ----------- | ----------- |
| 2008         | 3           | 0           |
| 2009         | 3           | 0           |
| 2010         | 5           | 0           |
| 2011         | 13          | 0           |
| 2012         | 8           | 1           |
| 2013         | 12          | 1           |
| 2014         | 9           | 1           |
| 2015         | 6           | 1           |
| 2016         | 1           | 0           |
| 2017         | 7           | 1           |
| 2018         | 10          | 1           |
| 2019         | 12          | 1           |
| 2020         | 4           | 0           |
| 2021         | 9           | 0           |
| 2022         | 11          | 0           |
| 通算         | 113         | 7           |

### ゴール
| #  | 開催年月日    | 開催地           | 対戦国         | スコア | 結果 | 試合概要                |
| -- | ------------- | ---------------- | -------------- | ------ | ---- | ----------------------- |
| 1. | 2012年5月30日 | ワシントンD.C.   | アメリカ合衆国 | 0-2    | 1-4  | 親善試合                |
| 2. | 2013年9月10日 | フォックスボロ   | ポルトガル     | 1-1    | 3-1  | 親善試合                |
| 3. | 2014年7月4日  | フォルタレザ     | コロンビア     | 1-0    | 2-1  | 2014 FIFAワールドカップ |
| 4. | 2015年6月21日 | サンティアゴ     | ベネズエラ     | 1-0    | 2-1  | コパ・アメリカ2015      |
| 5. | 2017年6月13日 | メルボルン       | オーストラリア | 0-2    | 0-4  | 親善試合                |
| 6. | 2018年6月28日 | モスクワ         | セルビア       | 0-2    | 0-2  | 2018 FIFAワールドカップ |
| 7. | 2019年6月10日 | ポルト・アレグレ | ホンジュラス   | 2-0    | 7-0  | 親善試合                |

## タイトル

### クラブ
フルミネンセFC
- コパ・ド・ブラジル : 2007

ACミラン
- セリエA : 2010-11
- スーペルコッパ・イタリアーナ : 2011

パリ・サンジェルマンFC
- リーグ・アン : 7回 (2012-13, 2013-14, 2014-15, 2015-16, 2017-18, 2018-19, 2019-20)
- クープ・ドゥ・ラ・リーグ : 5回 (2013-14, 2014-15, 2015-16, 2016-17, 2017-18, 2019-20)
- クープ・ドゥ・フランス : 4回 (2014-15, 2015-16, 2016-17, 2017-18, 2019-20)
- トロフェ・デ・シャンピオン : 7回 (2013, 2014, 2015, 2016, 2017, 2018, 2019)

チェルシーFC
- UEFAチャンピオンズリーグ : 2020-21
- UEFAスーパーカップ : 2021
- FIFAクラブワールドカップ : 2022

### 代表
U-23ブラジル代表
- 北京オリンピック銅メダル : 2008
- ロンドンオリンピック銀メダル : 2012

ブラジル代表
- FIFAコンフェデレーションズカップ : 2013
- コパ・アメリカ : 2019

### 個人
- ボーラ・ジ・プラッタ : 2007
- アルマンド・ピッキ賞 : 2011
- サンバドール : 2011
- UEFAチーム・オブ・ザ・イヤー : 3回 (2011, 2012, 2013)
- FIFA/FIFPro世界イレブン : 3回 (2013, 2014, 2015)
- リーグ1ベストイレブン : 7回 (2012-13, 2013-14, 2014-15, 2015-16, 2016-17, 2017-18, 2018-19)
- FIFAワールドカップ ドリームチーム : 2回（2014, 2018[40]）
- コパ・アメリカベストイレブン : 2019